# إدغار معلوف
إدغار فؤاد معلوف عسكري سابق، ونائب في البرلمان اللبناني، من مواليد بيروت في العام 1934، متأهل من السيدة شانتال روبير حلو ولهما ولدان.

## دراسته وعمله
تلقى علومه بجميع مراحلها في مدرسة الفرير في بيروت. ثم دخل المدرسة الحربية سنة 1953 وتخرج منها برتبة ملازم بعد ثلاث سنوات، وتابع عدة دورات دراسية في فرنسا وبلجيكا وأميركا.
تدرج أثناء خدمته إلى أن وصل إلى رتبة لواء، تسلم خلالها مهام قيادية منها:
- قائد كتيبة المدفعية الثانية
- مدير مدرسة الأمن العام اللبناني (1974)
- مدير الدراسات والتخطيط (1978)
- مدير العمليات (1979)
- ضابط ارتباط في رئاسة الوزراء (1980)
- نائب رئيس الأركان للتخطيط (1981)
- عضو المجلس العسكري (1984).

قام بدور مهم خلال سنتي 1988 و 1989 أثناء تسلم قائد الجيش العماد ميشال عون السلطة في البلاد وتشكيله للحكومة الانتقالية. فتسلم إدغار معلوف وزارات المالية والصحة والصناعة والنفط والأشغال العامة والعمل والسياحة وقام بإدارتها طوال تلك الفترة.
غادر لبنان إلى فرنسا مع ميشال عون وعصام أبو جمرة بعد أحداث سنة 1990.

## في السياسة
انتخب نائباً عن محافظة جبل لبنان، قضاء المتن الشمالي، في دورة سنة 2005، ثم سنة 2009. كما انتخب عضواً في لجنة الدفاع الوطني والداخلية والبلديات.

## وفاته
توفي في سويسرا يوم 28 ديسمبر 2018 عن عمر يناهز 84 عاماً.

## وصلات خارجية
سيرة إدغار معلوف في موقع المجلس النيابي اللبناني